# Anacis stangeorum
Anacis stangeorum là một loài tò vò trong họ Ichneumonidae.